# Negative Approach
A Negative Approach („Negatív hozzáállás”) egy amerikai hardcore-punk zenekar.

## Története
1981-ben alakult meg Detroit-ban. Brannon és Pete Zelewski alapították, miután láttak egy Black Flag-koncertet. A felállás akkoriban ez volt: John Brannon - ének, Rob McCulloch - gitár, Pete Zelewski - basszusgitár, Zuheir Fakhoury - dob. (Zelewski nem sokkal a megalakulás után kiszállt a Negative Approach-ból, helyére Rob McCulloch testvére, Graham McCulloch került.) Először egy demót adtak ki, és szerepeltek egy punk válogatáslemezen is. Ezután koncerteztek két másik punkzenekarral: a The Meatmen-nel és a The Necros-szal.  Utána még három demó is megjelent. 1982-ben dobták piacra legelső középlemezüket. Ezt követte 1983-ban az első és egyetlen stúdióalbumuk. album elkészítése után nem sokkal feloszlottak (1984-ben). A NA feloszlását követően a tagok más zenekarokba mentek át, Brannon például megalapította a „Laughing Hyenas” punk-blues együttest. Brannon a holland Vitamin X hardcore punk zenekarral is dolgozott együtt. Graham pedig beszállt a Meatmen-be, és megalapított egy „Earth 18” nevű zenei társulatot.
A Negative Approach 2006-ban újraalakult. Összeállásuk után viszont inkább csak a koncertezésre koncentráltak. Érdemes megemlíteni, hogy a Negative Approach játszott Seth Putnam, az Anal Cunt és az Impaled Northern Moonforest zenekarok megalapítója esküvőjén is. Összeállítottak még egy válogatáslemezt is az „elveszett”, ismeretlen dalaikból. Így egészen a mai napig működnek.

## Tagok

### Jelenlegi tagok
- John Brannon - ének (1981–1984, 2006–mai napig)
- Chris "Opie" Moore - dobok (1981–1983, 2006–mai napig)
- Harold Richardson - gitár (2006–mai napig)
- Ron Sakowski - basszusgitár (2006–mai napig)

### Korábbi tagok
- Pete Zelewski - basszusgitár (1981)
- Zuheir - dobok (1981)
- Rob McCulloch - gitár (1981–1983)
- Graham McCulloch - basszusgitár (1981–1983)

## Diszkográfia

### Stúdióalbum
1983 - Tied Down

### Kislemez
1982 - Negative Approach

1984 - Friends of No One

### Válogatásalbum
1992 - Total Recall

2005 - Ready to Fight: Demos, Live and Unreleased 1981-83

2011 - Nothing Will Stand in Our Way

### Videóalbum
2006 - Fair Warning, Vol. 1

2007 - Fair Warning, Vol. 2

2008 - Can't Tell No One